# 岡見駅
岡見駅（おかみえき）は、島根県浜田市三隅町岡見にある、西日本旅客鉄道（JR西日本）山陰本線の駅である。

## 歴史
- 1926年（大正15年）4月1日：鉄道省山陰本線三保三隅駅 - 鎌手駅間に新設[1]。一般駅[1]。
- 1963年（昭和38年）2月1日：貨物取扱廃止[1]。
- 1979年（昭和54年）2月21日：荷物扱い廃止[3]、無人駅化[2]。
- 1987年（昭和62年）4月1日：国鉄分割民営化に伴い、西日本旅客鉄道（JR西日本）の駅となる[1]。
- 1998年（平成10年）
  - 4月1日：日本貨物鉄道（JR貨物）の駅が新設。これに伴い貨物取扱再開。
  - 6月15日：炭酸カルシウム・フライアッシュ輸送貨物列車運行開始。
- 2014年（平成26年）4月1日：JR貨物の駅が廃止、貨物取扱再廃止[4]。
- 2024年（令和6年）11月2日：大雨災害により、石見津田駅 - 益田駅間の沿線で斜面に亀裂を発見したため、当駅を含む三保三隅駅 - 益田駅間で当面の間運転を取りやめ。
  - 11月30日：不通となっていた、当駅を含む三保三隅駅 - 益田駅間の運転再開[5]。

## 駅構造
築堤上にカーブを描く島式ホーム1面2線を有する列車交換可能な高架駅。木造駅舎を備える。駅舎は構内南側にあり、ホームとは地下通路で連絡している。浜田鉄道部管理の無人駅。以前は駅舎を抜けた所に乗車駅証明書発行機が設置されていた。なお、南側（駅舎側）ホームに下り列車、北側ホームに上り列車が停車する。

### のりば
| のりば | 路線     | 方向 | 行先             |
| ------ | -------- | ---- | ---------------- |
| 1      | 山陰本線 | 下り | 益田・新山口方面 |
| 2      | 山陰本線 | 上り | 浜田・出雲市方面 |

- 2017年3月時点でホームにのりば番号標が整備されている。駅舎側（下り）が1番のりばとなっており、列車運転指令上の番線番号（上りが1番線）とは逆転している。

### 貨物取扱・専用線
以前併設されていた日本貨物鉄道（JR貨物）の貨物駅は、専用線発着車扱貨物取扱駅であった。
駅東側、中国電力三隅発電所へ専用線が続いている。この路線は発電所建設に伴い1992年に経路変更された山陰本線旧線の一部を再利用したものである。
美祢駅から当駅まで、厚狭駅・新山口駅経由で1日1往復の貨物列車が運行されていた。美祢→当駅間では炭酸カルシウムを、当駅→美祢間では石炭灰（フライアッシュ）を輸送した。宇部興産セメントサービス所有の私有貨車タキ1100形貨車を使用して、双方向輸送を行っていた。この列車は2014年に廃止された。

## 利用状況
2022年度の1日平均乗車人員は24人である。2004年度は70人、1994年度は106人、1984年度は155人であった。
近年の1日平均乗車人員の推移は以下の通り。
| 乗車人員推移 | 乗車人員推移 |
| 年度         | 1日平均人数  |
| ------------ | ------------ |
| 1999         | 86           |
| 2000         | 101          |
| 2001         | 94           |
| 2002         | 99           |
| 2003         | 81           |
| 2004         | 70           |
| 2005         | 49           |
| 2006         | 60           |
| 2007         | 60           |
| 2008         | 58           |
| 2009         | 52           |
| 2010         | 49           |
| 2011         | 41           |
| 2012         | 37           |
| 2013         | 40           |
| 2014         | 36           |
| 2015         | 38           |
| 2016         | 32           |
| 2017         | 31           |
| 2018         | 31           |
| 2019         | 34           |
| 2020         | 30           |
| 2021         | 33           |
| 2022         | 24           |

## 駅周辺
- 中国電力三隅発電所（火力発電所）
- 須津漁港
- 島根県道171号益田種三隅線
- 島根県道212号岡見停車場線

## 隣の駅
西日本旅客鉄道（JR西日本）
 山陰本線
三保三隅駅 - 岡見駅 - 鎌手駅